# Chiesa della Beata Vergine Assunta (Mergozzo)
La chiesa Santa Maria Assunta, o chiesa di Maria Vergine Assunta, è la parrocchiale di Mergozzo, in provincia del Verbano-Cusio-Ossola e diocesi di Novara; fa parte dell'unità pastorale di Gravellona Toce.

## Storia
L'originaria pieve mergozzese sorse nel Medio Evo; la prima citazione che ne attesta la presenza risale al 1133.
La nuova parrocchiale venne costruita tra la fine del XVI secolo e il 1610; nel 1661 la torre campanaria fu sopraelevata all'altezza di 38 metri.
Successivamente, nel 1786 si provvide a risistemare il sagrato antistante la chiesa.

## Descrizione

### Esterno
La facciata della chiesa, rivolta a sudovest e anticipata dal pronao tetrastilo d'ordine tuscanico abbellito da statue, è scandita da quattro paraste, sormontate da pinnacoli, e presenta al centro il portale maggiore e una finestra e ai lati gli ingressi secondari, anch'essi sormontati da finestre rettangolari; è coronata dalla statua raffigurante la Beata Vergine Maria.
Annesso alla parrocchiale è il campanile a pianta quadrata, la cui cella presenta su ogni lato una monofora ed è coronata dalla guglia a base ottagonale. 

### Interno
L'interno dell'edificio è suddiviso in tre navate, separate da pilastri in servizio, abbelliti da lesene sorreggenti i costoloni della volta a crociera; al termine dell'aula si sviluppa il presbiterio, rialzato di un gradino e chiuso dal fondale piatto.
Qui sono conservate diverse opere di pregio, tra le quali l'organo, costruito nel 1692, la pala con soggetto la Madonna del Rosario con i santi Domenico e Caterina, eseguita nel 1623 da Carolus Canis, il pulpito ligneo, risalente al 1629, la statua policroma della Vergine Assunta, collocata nella chiesa nel 1875, e la croce lignea con madreperla, realizzata nel Settecento.